# 魔界転生 (2003年の映画)
『魔界転生』（まかいてんしょう）は2003年の日本のアクション時代劇映画。監督は平山秀幸、主演は窪塚洋介と佐藤浩市。山田風太郎の同名小説を原作とした1981年の同名映画のリメイク作。隻眼の剣客・柳生十兵衛が幕府への復讐のため悪魔の力で蘇った天草四郎と戦う。

## ストーリー
島原の乱で死んだ天草四郎時貞が従者のクララお品を従え、堕天使のごとく復活した。10年ほど後、3代将軍徳川家光の時代、徳川幕府滅亡を志す四郎は鷹狩りに来ていた野心家の徳川頼宣を挑発する。彼に秘術を使って蘇らせた配下の現世に無念を抱く魔界衆荒木又右衛門、宮本武蔵、宝蔵院胤舜を差し向ける。又右衛門の襲撃を期に柳生十兵衛を始めとするお雛、伊達小三郎の柳生衆は秘術の生贄に誘拐されたおひろを追って戦いに参加する。戦いで魔界衆を破られた四郎はさらにクララお品の身体を使い徳川家康までも転生させる。

## キャスト
- 窪塚洋介 - 天草四郎時貞
- 佐藤浩市 - 柳生十兵衛
- 麻生久美子 - クララお品
- 杉本哲太 - 徳川頼宣
- 黒谷友香 - おひろ
- 吹石一恵 - お雛
- 中村嘉葎雄 - 柳生但馬守
- 柄本明 - 松平伊豆守
- 加藤雅也 - 荒木又右衛門
- 長塚京三 - 宮本武蔵
- 古田新太 - 宝蔵院胤瞬
- 麿赤兒 - 徳川家康
- 宮内敦士 - 徳川家光
- 大石吾朗 - 牧野兵庫頭
- 浜田晃 - 木村助九郎

## スタッフ
- 製作 - 「魔界転生」製作委員会（東映、角川書店、日本テレビ放送網、TOKYO FM、讀賣テレビ放送、日本出版販売、東映ビデオ）

- 監督 - 平山秀幸
- 脚本 - 奥寺佐渡子
- 音楽 - 安川午朗
- コンセプチュアル・デザイン - 寺田克也
- 衣装デザイン - ホリ・ヒロシ
- 撮影 - 柳島克巳
- 照明 - 杉本崇
- 録音 - 松陰信彦
- 音響効果 - 柴崎憲治
- 整音 - 瀬川徹夫
- 助監督 - 中川裕介・古田和弘・濱龍也
- 特殊造型スーパーバイザー - 原口智生
- 操演・特殊効果 - 岸浦秀一
- 技斗 - 清家三彦
- スタントコーディネーター - 中村健人（ジャパンアクションエンタープライズ）
- スタント - 稲田龍雄・夏山剛一・野々村仁・越中晃一・大久保幸治
- 特撮監督 - 佛田洋
- 現像 - 東映ラボ・テック
- 製作協力 - 東映京都撮影所
- 企画 - 遠藤茂行・大川裕・奥田誠治
- プロデュース - 天野和人・赤井淳司・佐藤敦・妹尾啓太・出目宏

## 製作
1981年版で特撮を担当した矢島信男の弟子である佛田洋が特技監督を務めた。視覚効果統括の橋本満明は合成会社でのアルバイト時代に1981年版に携わっている。デジタル技術の向上により、1981年版では描写されなかった原作のシーンが映像化されている。
原作の魔界転生をCGで再現しており、性的描写はないが女の身体が割れて魔界衆が誕生する様子が描写される。佛田は原作に寄せるというコンセプトから性的描写を構想していたが、平山秀幸に却下された。転生シーンの描写案は難航し、撮影中盤以降になって決定された。
クライマックスの江戸城崩壊は佛田と橋本の案により、江戸城に十字の亀裂が入るという描写になった。佛田は1981年版を担当した矢島から「前と同じことをやっても仕方ないから、今の技術で違うことを考えろ」と言われていたという。平山の江戸城を再現するという意向により、時代劇では一般的な姫路城を用いた実景ではなくミニチュアで撮影された。
このほか魔界衆の目が十字架のように変わり、1981年の映画では描写されなかった「島原の乱」の合戦シーンがあり、竹田城で撮影された。十兵衛は隻眼ではなく、後に変化する。平山のイメージ案としてギュスターヴ・ドレによる『神曲』の挿絵をモチーフとした「翼の生えた天草四郎」があり、寺田克也によるイメージビジュアルなどに取り入れられている。

## 公開
全国230劇場で公開され、2003年4月26日・27日の全国週末興行成績（興行通信社）には観客動員数8位で初登場する。やや期待外れの出足であり、『RED SHADOW 赤影』（2001年）の興収7億円前後を目指すスタートとなった。公開2週目は10位。最終興行収入は6.4億円となった。本作は前年に東映の社長に就任した岡田裕介が社運をかけて製作したものの、『RED SHADOW 赤影』に続き、大コケした大作映画の1本と評されている。

## ゲーム
2003年7月31日に『魔界転生』（まかいてんしょう）の題でPS2専用ソフトとして発売された。開発はタムソフト、販売はディースリー・パブリッシャー。山田風太郎は原案として、本映画をベースにしている。秘術の生贄に誘拐されたヒロイン・おひろを救出するため戦いに身を投じた柳生十兵衛を操作し、攻略していくローグライクゲーム。魔界衆を統べる首魁が天草四郎とクララお品のカップル、おひろとお雛が双子の姉妹になっているなどの独自アレンジが加わっている。発売に際し日枝神社にて、厄除け祈願が行われている。SIMPLE2000シリーズとして2005年に廉価版が再販された。
- キャスト
  - 天草四郎 - 加瀬康之
  - 柳生十兵衛 - 大川透
  - クララお品 - 高森奈緒
  - お雛 - 細野雅世
  - おひろ - 細野雅世
  - 宝蔵院胤瞬 - 清水敏孝
  - 荒木又右衛門 - 清水敏孝
  - 宮本武蔵 - 高瀬右光
  - 徳川頼宣 - 高瀬右光
  - 柳生但馬 - 高瀬右光
  - ナレーション - 高瀬右光